# ISO 3166-2:PK
ISO 3166-2:PK — стандарт Международной организации по стандартизации, который определяет геокоды. Является подмножеством стандарта ISO 3166-2, относящимся к Пакистану.
Стандарт охватывает 1 федеральную столичную территорию, 1 федеральную территорию племён, 2 территории Кашмира, 4 провинции Пакистана. Каждый геокод состоит из двух частей: кода Alpha-2 по стандарту ISO 3166-1 для Пакистана — PK и дополнительного кода, записанных через дефис. Дополнительный код образован созвучно: названию, аббревиатуре названия провинции, территории. Геокоды территорий и провинций Пакистана являются подмножеством кодов домена верхнего уровня — PK, присвоенного Пакистану в соответствии со стандартами ISO 3166 MA.

## Геокоды Пакистана
Геокоды 1 федеральной столичной территории, 1 федеральной территории племён, 2 территорий Кашмира, 4 провинций административно-территориального деления Пакистана.
| Геокод | Административная единица                    | Статус     |
| ------ | ------------------------------------------- | ---------- |
| PK-IS  | Федеральная столичная территория            | территория |
| PK-TA  | Федерально управляемые племенные территории | территория |
| PK-JK  | Азад Кашмир                                 | территория |
| PK-GB  | Гилгит-Балтистан                            | территория |
| PK-BA  | Белуджистан                                 | провинция  |
| PK-KP  | Хайбер-Пахтунхва                            | провинция  |
| PK-PB  | Пенджаб                                     | провинция  |
| PK-SD  | Синд                                        | провинция  |

## Геокоды пограничных Пакистану государств
- Иран — ISO 3166-2:IR (на юго-западе),
- Афганистан — ISO 3166-2:AF (на севере, северо-западе),
- Китай — ISO 3166-2:CN (на северо-востоке),
- Индия — ISO 3166-2:IN (на востоке).